# Lapeirousia coerulea
Lapeirousia coerulea là một loài thực vật có hoa trong họ Diên vĩ. Loài này được Schinz miêu tả khoa học đầu tiên năm 1890.